# 克里夫蘭體育場

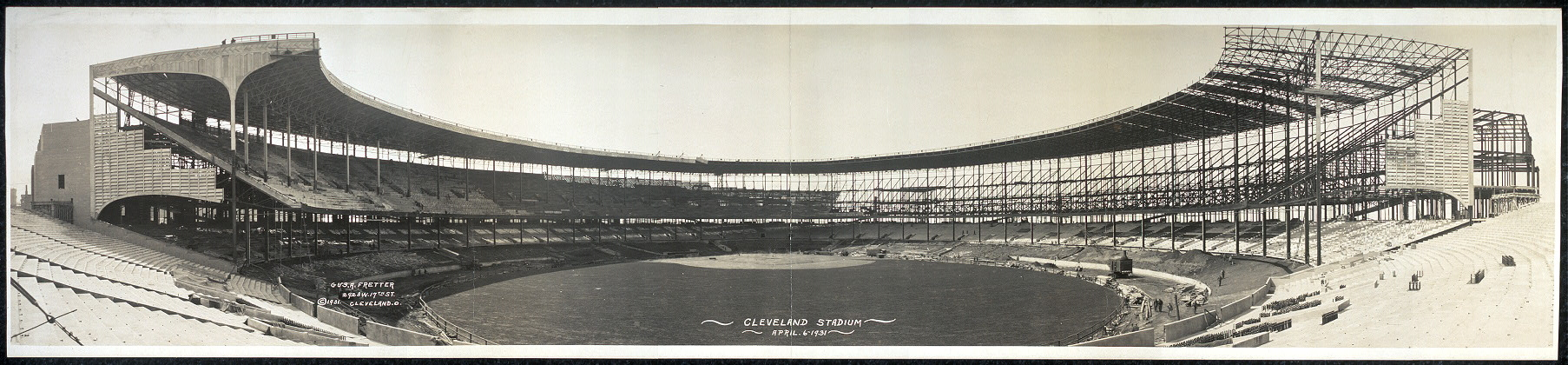
1931年施工中的克里夫蘭體育場

克里夫蘭體育場（又名湖濱體育場，克里夫蘭市立體育場以及湖畔/湖上的錯誤）是一個座落於俄亥俄州克里夫蘭的棒球和美式足球運動場。在這個體育場存在的最後幾年裡，它在棒球比賽中可容納74,000名觀眾，美式足球比賽更可容納78,000人。
體育場是由華克─維克斯建築公司和奧斯本工程公司所設計，威廉‧霍普金斯(William R. Hopkins)和丹尼爾‧摩根(Daniel E. Morgan)兩位市行政官監造而成，並且是最早使用鋁結構的工程之一。唐納‧葛雷花園(Donald Gray Gardens)在1936年設置於體育場北側，成為大湖博覽會(Great Lakes Exposition)的景點之一。
在公民投票以接近二比一的差距認可體育場的興建之後，體育場於1931年7月1日正式啟用，並在兩天後舉行麥克斯‧施梅林(Max Schmeling)迎戰楊‧斯特里布林(Young Stribling)的重量級拳擊賽。
據說，這座體育場是為了爭辦1932年夏季奧運而興建的，但最後是由洛杉磯取得奧運主辦權。然而此說不確；事實上，早在體育場動土興建之前，1932年奧運即已決定由洛杉磯舉辦。更確切地說，它是為了舉辦高中和大學的美式足球賽，以及克里夫蘭印地安人隊的球賽而興建的。自1932年球季中段開始到1933年，印地安人在體育場裡進行所有主場球賽；然而，即使是多達四萬名的觀眾數，也會被體育場龐大的空間給吞沒，於是他們在1934年又將大部分主場比賽搬回老家聯盟球場去。
但在1936年，印地安人開始在夏季移師市立體育場，舉行週日和假日球賽，自1938年起，一些精挑細選的重要比賽也在這兒舉行。1939年開始，連夜間比賽都到這兒打（因為聯盟球場缺乏燈光）；到了1940年，印地安人隊絕大部分的主場球賽都在市立體育場舉辦，並在1945年球季之後完全放棄聯盟球場。他們在市立體育場一直打到1993年球季結束，搬進傑克布斯球場為止。
由於體育場主要是美式足球場，空間對棒球而言大到深不見底，因此在1947年增設一道內牆，以縮短外野距離。從來沒有球員能把一支全壘打打進將近480呎之外的中外野看台。印地安人隊老闆比爾‧維克後來在他的自傳維克─宛如殘廢(Veeck - As in Wreck)寫到，他會把這道圍牆向內或向外移動，來回多達15呎之遠，以爭取對印地安人隊最有利的距離，直到美國聯盟特別立法禁止在球季進行中移動圍牆為止。
如同許多在警告跑道成為標準配備時即已落成的球場，市立體育場的圍牆邊也有一條陡升的狹道。即使在加裝內牆之後，這條狹道在美式足球季也還是清晰可見。
這幢建築物隔著一條街就是伊利湖，因此最為人熟知的就是在整個冬季，以及大半個春天和秋天裡不斷灌入體育場的刺骨寒風。炎熱的夏夜則有成群結隊的蚊蠅和蜉蝣前來填補空缺。它在後半生裡被稱為「湖上的錯誤」，在整個克里夫蘭市都淪為笑柄的那些日子裡受盡冷嘲熱諷。
然而，這幢建築也有過自己的光輝歲月和快樂時光。1948年，在投手鮑伯‧斐勒和兼任總教練的游擊手路‧波德魯帶領下，印地安人隊贏得美聯冠軍和世界大賽。1949年，在聯盟冠軍被紐約洋基隊奪去之後，他們將1948年的冠軍旗埋葬在外野。1954年，印地安人由總教練艾爾‧羅培茲和以鮑伯‧李蒙為首的傑出投手群領軍之下，以刷新紀錄的111勝再次拿下美聯冠軍，但卻在世界大賽被紐約巨人隊直落四橫掃。它在1935、1954、1963和1981年分別主辦過四次明星賽。1993年10月3日，在它作為印地安人主場的最後一場比賽中，印地安人的球迷在喜劇演員鮑伯‧霍伯（他從小到大都是印地安人迷，也曾是印地安人隊的一位股東）帶領下，齊唱他的成名曲「感謝記憶」(Thanks for the Memory)，以專為這一刻而寫的歌詞（這正是他在許多電視節目中的拿手絕活），向這個舊體育場說再見。

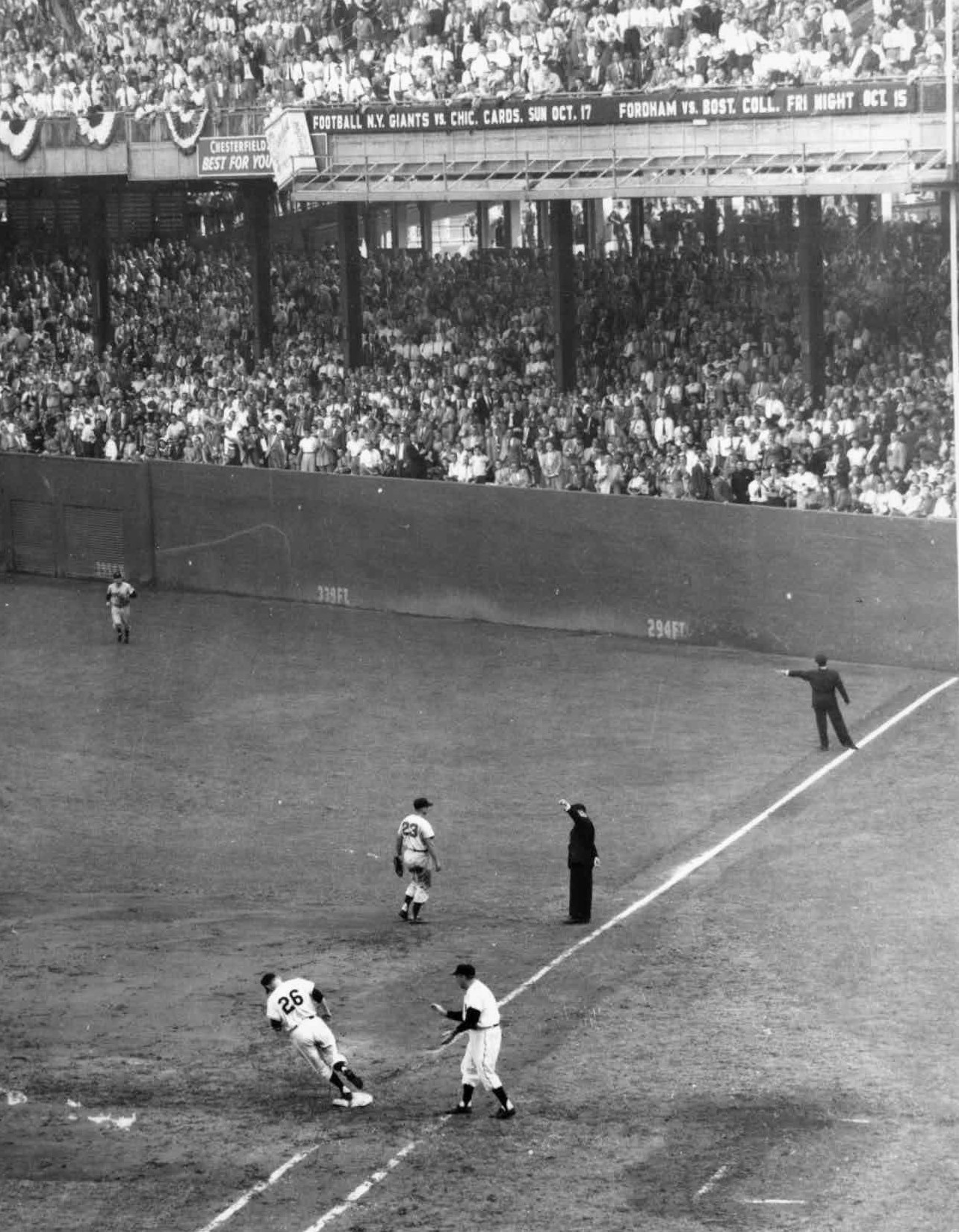
1954年世界大賽場內一景

NFL的克里夫蘭布朗隊自1946年開始在這兒比賽，直到1995年為止。市立體育場在1946、1948和1949年，是全美美式足球協會(AAFC)冠軍戰的場地，也是國家美式足球聯盟(NFL)1945年（華盛頓紅人對克里夫蘭公羊），1950年（洛杉磯公羊對布朗），1952年（底特律對布朗），1954年（底特律對布朗），1964年（巴爾的摩小馬對布朗），以及1968年（巴爾的摩小馬對布朗）的冠軍戰場地。它也是1987年1月11日美國美式足球聯會冠軍戰時，丹佛野馬隊和約翰‧艾爾威(John Elway)上演那次留名青史的（或者在布朗隊球迷看來惡名昭彰的）大推進(the Drive)之舞台所在。
中外野看台是該隊許多狂熱球迷的家，到了1980年代更因球迷所製造，用以干擾敵隊進攻的狗吠聲，而以惡犬欄(Dawg Pound)聞名。球迷們模仿的是布朗隊選手漢佛‧狄克森(Hanford Dickson)和法蘭克‧米尼菲爾德(Frank Minnifield)，他們看起來總像是在對彼此，以及對手狂吠。有些球迷甚至還戴著狗面具，並且向對方進攻球員扔狗餅乾。
大學美式足球的唯一一次大湖盃(Great Lake Bowl)賽，於1947年在此舉行。體育場還在1942、1943、1945、1947、1950、1952、1976和1978年舉辦過聖母大學和海軍的友誼賽。最後一場大學美式足球賽是在1991年10月19日舉行的，西北大學野貓隊在這兒扮演「主場」，迎戰俄亥俄州大七葉樹隊。儘管西北大學分到了主場球隊應得的門票收入，絕大多數球迷卻是幫俄亥俄州大加油的。
除了運動賽事之外，這個體育場還舉辦過許多場搖滾音樂會，包括1966年披頭四(the Beatles)的演唱會。1970年代還辦過一次世界搖滾大賽(World Series of Rock)，有許多當紅的樂團登台演出，包括滾石樂隊(the Rolling Stones)；據報導，他們1978年7月1日的那場演唱會，是有史以來第一場營收超過百萬美元的演唱會。搖滾樂名人堂的開幕演唱會，也是1995年在體育館舉行的。體育場最後的大型活動之一，是葛培理(Billy Graham)的布道會。
對於擁有體育場，並且自始至終一直營運著的克里夫蘭市政府而言，它是財政上的一個無底洞。1970年代中期，布朗隊老闆亞特‧莫戴爾(Art Modell)同意以每年一美元租下這個場館。莫戴爾的體育場公司(Stadium Corporation)接手營運，並投資改善設施，包括豪華包廂。這些包廂是莫戴爾的搖錢樹，為他賺進大量利潤；但莫戴爾卻拒絕和職棒的印地安人隊分享包廂的營收，即使相當一部分的營收是棒球比賽所帶來的。最後，印地安人隊爭取到地方政府和選民，說服他們為球隊興建自己的球場，好讓他們自由支配包廂營收。堅信營收不至於被威脅的莫戴爾，則拒絕參與為印地安人隊建造傑克布斯球場，以及為騎士隊興建岡德體育館(Gund Arena)的通道計劃案。莫戴爾的設想最終證明是錯誤的，在1994年印地安人隊從體育場搬進傑克布斯球場之後，包廂營收大減。隔年，莫戴爾決定在1995年球季結束後，將美式足球隊遷到馬里蘭州的巴爾的摩。
莫戴爾搬遷球隊的行為，事實上毀棄了他們對體育場的租約，克里夫蘭市政府因而提出告訴。訴訟程序告一段落之後，體育場在隔年被拆除，殘骸則被丟進對街的湖裡，為漁民和潛水伕建造一個人工魚礁。
新建的克里夫蘭布朗體育場正座落於市立體育場的原址。

## 外部連結
- Cleveland Municipal Stadium at Ballparks.com （页面存档备份，存于）
- 克里夫蘭歷史百科全書 （页面存档备份，存于）

| 印地安人隊主場                       |               |                                       |
| 前任: 聯盟球場 1901年-1946年         | 1932年-1993年 | 後任 : 傑克布斯球場 1994年至今        |
| 克里夫蘭公羊隊主場                   |               |                                       |
| 前任: 最初使用球場                   | 1937年        | 後任 : 蕭體育場 1938年                |
| 克里夫蘭公羊隊主場                   |               |                                       |
| 前任: 蕭體育場 1938年                | 1939年-1941年 | 後任 : 聯盟球場 1942年，1944年-1945年 |
| 克里夫蘭公羊隊主場                   |               |                                       |
| 前任: 聯盟球場 1942年，1944年-1945年 | 1945年        | 後任 : 洛杉磯紀念體育場 1946年-1979年 |
| 克里夫蘭布朗隊主場                   |               |                                       |
| 前任: 無                             | 1946年-1995年 | 後任 : 克里夫蘭布朗體育場 1999年至今  |